# Солом'янський провулок
Соло́м'янський прову́лок — зниклий провулок, що існував у Залізничному, нині Солом'янському районі міста Києва, місцевість Солом'янка. Пролягав від вулиці Урицького (нині — вулиця Митрополита Василя Липківського) до кінця забудови.

## Історія
Провулок виник у 1-й третині XX століття, назву здобув, ймовірно, у 1950-х роках (від місцевості Солом'янка, якою пролягає). Доти назви не мав (на картах 1935 року — безіменний провулок).
Офіційно ліквідований у 1977 році. Фактично існує дотепер як безіменний проїзд, що пролягає від вулиці Митрополита Василя Липківського між будинками № 35/1 та № 35-А.